# Giampaolo Caruso
Giampaolo Caruso (Avola, 15 agosto 1980) è un ex ciclista su strada italiano, professionista dal 2002 al 2015 e vincitore della Milano-Torino 2014.

## Carriera
Scalatore puro, si mette in luce sin dalla categoria dilettanti, dove corre con la Zoccorinese-Vellutex; tra gli under-23 vince nel 2000 il Giro del Belvedere e il Trofeo Gianfranco Bianchin, e nel 2001 la prova in linea dei campionati europei, classificandosi inoltre secondo, sempre in linea, ai campionati del mondo di Lisbona.
Passa professionista nel 2002 con la squadra spagnola ONCE, diretta da Manolo Saiz, mettendosi in luce come corridore da corse a tappe. Nel 2003 vince la tappa di Willunga Hill al Tour Down Under, ma viene poi trovato positivo al nandrolone e, nell'ottobre 2003, squalificato per sei mesi dalla Federciclismo italiana. Nel 2005 si fa notare al Giro d'Italia arrivando tra i primi quindici in diverse tappe e giungendo diciannovesimo nella graduatoria conclusiva; a fine stagione ottiene inoltre un quarto posto al Giro di Lombardia. Nel 2006 si prepara ancora per il Giro d'Italia: coglie piazzamenti nei primi quindici in sette tappe e nell'arrivo della Majelletta è quarto. Finisce il Giro in dodicesima posizione; sullo slancio di questi risultati partecipa al Tour de Suisse concludendo in ottava posizione.
Per il 2007 viene ingaggiato dalla Lampre, una delle squadre italiane del ProTour, in una stagione che si rivela negativa: l'Operación Puerto lo coinvolge in pieno, come tutti quelli che avevano corso per la Liberty Seguros (ex ONCE), ma la sua vicenda non è chiara e dopo un lungo iter giudiziario il Tribunale Arbitrale dello Sport di Losanna lo scagiona dalle accuse di doping. Ritorna alle corse nel 2008 con la Ceramica Flaminia-Bossini Docce: con questa maglia torna nuovamente al successo nel 2009, dopo sei anni, dominando il Brixia Tour.
Nel 2010 si trasferisce al Team Katusha. Con il sodalizio russo partecipa alle corse più importanti e ottiene diversi buoni risultati, tra cui, nel 2014, il quarto posto alla Liegi-Bastogne-Liegi e la vittoria alla Milano-Torino. Sempre nel 2014 viene convocato in Nazionale élite per correre ai campionati del mondo di Ponferrada (l'anno prima era stato riserva). Nel 2015 si classifica sesto alla Cadel Evans Great Ocean Road Race e partecipa ancora al Tour de France.
Nell'agosto 2015, l'UCI annuncia di aver riscontrato la positività di Caruso all'EPO in un controllo risalente al 27 marzo 2012. In attesa delle controanalisi, il siciliano viene sospeso. Nel giugno 2017, dopo più di cinque anni dalla positività, Caruso viene squalificato per due anni, con decorrenza a partire dal 18 agosto 2015; i risultati da lui ottenuti nel periodo tra il 27 marzo e il 31 dicembre 2012 vengono annullati. Scontata la squalifica, non ritorna più alle corse professionistiche.

## Palmarès
- 2000 (Under-23)[3]

Giro del Belvedere
Gran Premio Sportivi Persignanesi
Trofeo Gianfranco Bianchin
- 2001 (Under-23)[3]

Coppa Fiera di Mercatale
G.P. Industria, Commercio ed Artigianato - Vignole di Quarrata
Campionati europei, Prova in linea
Bratislava-Bradlo
- 2003

5ª tappa Tour Down Under
- 2009

2ª tappa, 2ª semitappa Brixia Tour
4ª tappa Brixia Tour
Classifica generale Brixia Tour
- 2014

Milano-Torino

### Altri successi
- 2008

Classifica scalatori Giro d'Austria
- 2009

Classifica a punti Brixia Tour
Classifica scalatori Brixia Tour

## Piazzamenti

### Grandi Giri
- Giro d'Italia

2005: 19º
2006: 12º
2010: 46º
2011: 42º
2013: 41º
2014: ritirato (8ª tappa)
- Tour de France

2012: 37º
2015: 90º
- Vuelta a España

2005: 60º
2010: 36º
2013: 49º
2014: 15º

### Classiche monumento
- Milano-Sanremo

2002: 90º
2003: 85º
2004: 130º
2005: 51º
- Liegi-Bastogne-Liegi

2002: 88º
2004: 32º
2010: 45º
2011: 43º
2013: 80º
2014: 4º
2015: 15º
- Giro di Lombardia

2002: 72º
2004: 15º
2005: 4º
2010: 10º
2011: 38º
2012: ritirato
2013: 37º
2014: 45º

### Competizioni mondiali
- Campionati del mondo su strada

Lisbona 2001 - In linea Under-23: 2º
Ponferrada 2014 - In linea Elite: 41º